# کوئنتین لاکور
کوئنتین لاکور (انگلیسی: Quentin Lacour؛ زادهٔ ۲۷ اوت ۱۹۹۳) بازیکن فوتبال اهل فرانسه است.